# Тэрин Томас
Тэрин Томас (англ. Taryn Thomas, род. 27 мая 1983 года, настоящее имя — Рина Тучароне (Rina M Tucciarone)) — американская порноактриса, режиссёр, танцовщица стриптиза и модель. Лауреатка премии NightMoves и ряда других.

## Биография
Родилась 27 мая 1983 года в городе Джерси Сити, штат Нью-Джерси, США. Имеет итальянское происхождение. 
Когда Томас исполнилось 18 лет, она начала работать в Lightspeed Media Corporation, занимаясь интернет-фотосессиями и легкой порнографией (всего около двадцати появлений). В конце 2004 года Томас отправилась в Южную Калифорнию с намерением продолжить карьеру в жесткой порнографии. «12 на 1 #2» группы Lethal Hardcore был первым DVD, который Томас сняла в Калифорнии, и на нем было показано её съёмки с Пенни Флейм, Сандрой Ромен и Мелиссой Лорен
Проживает в Финиксе, штат Аризона.

## Премии и номинации

### Премии
- 2006 °F.A.M.E. Award — самая грязная девушка в порно[4]
- 2006 NightMoves Award — лучшая новая старлетка (выбор редакции)[5]

### Номинации
- 2006 AVN Awards — лучшая новая старлетка[6][7]
- 2006 AVN Awards — самая жестокая сексуальная сцена (с Джейком Малоном)[7]
- 2006 AVN Awards — лучшая парная сексуальная сцена (со Скоттом Найлом)[7]
- 2006 AVN Awards — лучшая сцена с оральным сексом (с Попи Морган и Сашей)[7]
- 2006 Temptation — исполнительница года[8]
- 2006 Temptation — лучшая новая звезда[8]